# Capitol Hill (Washington)
Pour les articles homonymes, voir Capitol Hill.
Capitol Hill est un quartier de Washington et le plus grand district historique de la capitale américaine. Plus précisément, il se situe à l'est du Capitole des États-Unis. Avec 35 000 habitants en 2013 sur 5 km2, c'est le quartier de la ville le plus densément peuplé.
Par métonymie, Capitol Hill désigne le Congrès des États-Unis.

## Patrimoine architectural

Capitol Hill.

Les monuments architecturaux de Capitol Hill comprennent non seulement le Capitole des États-Unis, mais aussi le Sénat et les bâtiments de la Chambre des Représentants, la bibliothèque du Congrès, la Cour suprême des États-Unis, la caserne des Marines (Marine Barracks), le Washington Navy Yard, l'église catholique Saint-Joseph, l'église catholique Saint-Pierre et le cimetière du Congrès.